# Steve Barron
Ne pas confondre avec Steve Baron.
Pour les articles homonymes, voir Barron.
 (novembre 2019).
Si vous disposez d'ouvrages ou d'articles de référence ou si vous connaissez des sites web de qualité traitant du thème abordé ici, merci de compléter l'article en donnant les références utiles à sa vérifiabilité et en les liant à la section « Notes et références ».
Steve Barron, né le 4 mai 1956 à Dublin (Irlande), est un réalisateur et producteur irlandais.
Il a réalisé quelques films à grand public ainsi que de célèbres clips vidéo lors des années 1980 et 1990 : Africa de Toto, Billie Jean de Michael Jackson, Take on Me de a-ha ou encore I Have Nothing de Whitney Houston.

## Biographie
Fils de la réalisatrice Zelda Barron, Steve Barron fait ses débuts derrière la caméra en 1979. On lui doit de nombreux clips dans les années 1980 et au début des années 1990 : Billie Jean de Michael Jackson, I Have Nothing de Whitney Houston, etc.
Il réalisa aussi As the world falls down pour David Bowie en 1993. En 2010, il réalise le clip Butterfly du groupe a-ha ; il partage ainsi avec le groupe plus de vingt-cinq ans de carrière, puisqu'il fut aussi le réalisateur en 1985 de leur tube Take on Me.
Il réalise son premier film La Belle et l'Ordinateur en 1984, un film mêlant la science fiction et la comédie romantique. 
Il réalise en 1990 Les Tortues Ninja, premier long métrage d'après le célèbre dessin animé et le comics qui remporte un immense succès. Il y fait la connaissance de Jim Henson qui s'occupe des effets spéciaux du film et tourne avec lui ensuite plusieurs épisodes pour la série télévisée Monstres et Merveilles. 
Il réalise en 1993 Coneheads qui mêle toujours la comédie et la science fiction d'après les personnages créés par l'acteur et scénariste Dan Aykroyd.
Il réalise en 1996 Pinocchio, l'adaptation en film du conte éponyme de Carlo Collodi.
On lui doit également de nombreux feuilletons télévisés comme Merlin ou Les Mille et Une Nuits qui ont reçu diverses récompenses.

## Filmographie

### Comme réalisateur

#### Cinéma
- 1984 : La Belle et l'Ordinateur (Electric Dreams)
- 1990 : Les Tortues ninja (Teenage Mutant Ninja Turtles)
- 1992 : ZZ Top : Greatest Hits (vidéo)
- 1993 : Bowie : The Video Collection (vidéo)
- 1993 : Coneheads
- 1996 : Pinocchio (The Adventures of Pinocchio)
- 2000 : L'Étrange Histoire d'Hubert (Rat)
- 2001 : Mike Bassett: England Manager
- 2006 : Chocking Man
- 2019 : Supervized

#### Télévision
- 1998 : Merlin
- 2000 : Les Mille et Une Nuits (Arabian Nights)
- 2003 : DreamKeeper (feuilleton télévisé)
- 2011 : Apocalypse 2.0 (Delete)
- 2012 : L'Île au trésor (Treasure Island)
- 2021 : Le Tour du monde en 80 jours

#### Clips vidéos
- Whitney Houston - I Have Nothing
- Michael Jackson - Billie Jean
- David Bowie - As the World Falls Down
- Toto - Africa, Rosanna
- Madonna - Burning Up
- Orchestral Manoeuvres in the Dark- Maid of Orleans
- a-ha - Take on Me, The Sun Always Shines on T.V., Hunting High and Low, Cry Wolf, Manhattan Skyline, The Living Daylights, Crying in the Rain, Butterfly, Butterfly (The Last Hurrah)
- Paul McCartney - Pretty Little Head
- Bryan Adams - Cuts Like a Knife, Heaven, Summer of '69
- Joe Jackson - Steppin' Out, Real Men
- The Human League - Don't You Want Me
- Heaven 17 - Penthouse and Pavement, Let Me Go
- Dire Straits - Money for Nothing
- ZZ Top - Rough Boy
- Culture Club - Time (Clock of the Heart), Church of the Poison Mind, Karma Chameleon, It's a Miracle, Miss Me Blind
- Tears for Fears - Pale Shelter
- Eddy Grant - Electric Avenue
- Sheena Easton- For Your Eyes Only
- Thomas Dolby - She Blinded Me With Science
- Fun Boy Three - It Ain't What You Do....
- Def Leppard - Let's Get Rocked
- Secret Affair - Time for Action, My World, Sound of Confusion
- Level 42 - Heaven in my hands

### Comme scénariste
- 1996 : Pinocchio (The Adventures of Pinocchio)

### Comme producteur

#### Cinéma
- 1994 : L'Expert (The Specialist)
- 1995 : L'Amour à tout prix (While You Were Sleeping)
- 2000 : L'Étrange Histoire d'Hubert (Rat)
- 2001 : Mike Bassett: England Manager
- 2004 : Peace One Day

#### Télévision
- 1994 : ReBoot (série télévisée)

## Récompenses et distinctions

### Nominations
- 1985 : Nomination au Grand Prix du Festival d'Avoriaz pour La Belle et l'Ordinateur.